# Cormac McCann
Cormac McCann (nascido em 8 de fevereiro de 1964) é um ex-ciclista irlandês que competiu no ciclismo nos Jogos Olímpicos de Verão de 1988, representando a Irlanda.